# Shape (Computergrafik)
Ein Shape ist ein grafisches Objekt, das auf dem Computermonitor dargestellt werden kann. Von der Funktion her ähnelt es zwar einem Sprite, wird jedoch nicht autonom von der Grafikhardware dargestellt. Vielmehr ist für die Darstellung von Shapes die CPU des Computers zuständig, die das Shape an der passenden Stelle in die Bitmap hineinkopiert, was zu Lasten der Systemleistung geht. Auch wenn Shapes keine echte Alternative zu hardwarebeschleunigten Sprites oder BOBs sind, relativieren heute schnelle Prozessoren die Nachteile.